# Dagon Khin Khin Lay
Dagon Khin Khin Lay, (n. 1904 - d. 1981) a fost un romancier și autor de scenarii de film.

## Opere

### Romane
- Nwe Nwe (1917)
- Chit Min Nyo
- Ye Lyin Min Phyit
- Gon Myint Thu
- Chit Annawa
- Shwe Son Nyo
- Nge Kyun Khin
- Sarsodaw (1935)
- Sixty Years: Autobiography(1961)
- Kyun Oo Te Than Lat Khon (1972)
- Kabarhlat Saung Ba (1973)
- Wetmasut Biography (1975)
- Yadanarbon Hteit-Tin Hlaing (1979)